# Polska Wersja
Polska Wersja – polski zespół muzyczny wykonujący hip-hop. Powstał w 2012 roku w Warszawie z inicjatywy raperów Jana i Hinola.
Debiutancki album formacji zatytułowany Powrót do przeszłości ukazał się 26 października 2013 roku nakładem wytwórni muzycznej Pro Rec. W ramach promocji do pochodzących z płyty piosenek „Licz na siebie” i „Nie wiem, czy to świat zwariował” zostały zrealizowane teledyski. Rok później grupa gościła na debiutanckiej produkcji, związanego z kolektywem Ciemna Strefa – rapera Nizioła pt. Pretekst w utworze „W razie w”. Muzycy wystąpili także w wideoklipie zrealizowanym do tejże piosenki.
Na początku 2015 roku Polska Wersja na mixtape’ie zatytułowanym Tempo Mixtape gościła rapera i producenta muzycznego Małacha. Raperzy wystąpili w promowanej teledyskiem piosence „Nie chwal dnia...”. W listopadzie tego samego roku muzycy wystąpili gościnnie na debiutanckim albumie, znanego z występów w zespole Dixon37 Resta pt. Wiara, nadzieja, miłość w piosence „Nie powiem ci jak żyć”. 11 marca 2016 roku do sprzedaży trafił drugi album studyjny zespołu pt. Notabene. Wydawnictwo ukazało się nakładem oficyny District Area. Nagrania promowane teledyskami do utworów „Kombinatoryka” i „To już nie to jest” zadebiutowały na 2. miejscu polskiej listy przebojów – OLiS.

## Dyskografia

### Albumy
| Rok                        | Album                                                                 | Pozycja na liście | Sprzedaż       | Certyfikat                |
| Rok                        | Album                                                                 | POL               | Sprzedaż       | Certyfikat                |
| -------------------------- | --------------------------------------------------------------------- | ----------------- | -------------- | ------------------------- |
| 2013                       | Powrót do przeszłości - Data: 26 października 2013 - Wydawca: Pro Rec | 8                 | - POL: 15 000+ | - POL: złota płyta        |
| 2016                       | Notabene - Data: 11 marca 2016 - Wydawca: District Area               | 2                 | - POL: 30 000+ | - POL: platynowa płyta    |
| 2023                       | Na waszych oczach - Data: 20 stycznia 2023 - Wydawca: District Area   | 1                 | - POL: 90 000+ | - POL: 3x platynowa płyta |
| „–” album nie był notowany |                                                                       |                   |                |                           |

### Single i certyfikowane utwory
Jako główny artysta
| Rok  | Tytuł                                          | Certyfikat                | Album                 |
| ---- | ---------------------------------------------- | ------------------------- | --------------------- |
| 2013 | „Licz na siebie”                               | - POL: platynowa płyta    | Powrót do przeszłości |
| 2016 | „Lepiej to zostaw” (gościnnie: Małach i Rufuz) | - POL: 2× platynowa płyta | Notabene              |
| 2016 | „Oddalam się” (gościnnie: Z.B.U.K.U i Bezczel) | - POL: platynowa płyta    | Notabene              |
| 2016 | „To już nie to jest” (gościnnie: Kafar)        | - POL: złota płyta        | Notabene              |
| 2016 | „3J (Jestem jaki jestem)” (gościnnie: Nizioł)  | - POL: platynowa płyta    | Notabene              |
| 2016 | „Wiem to” (gościnnie: Rest)                    | - POL: złota płyta        | Notabene              |
| 2022 | „Dłużej tak nie może być” (gościnnie: KęKę)    | - POL: platynowa płyta    | Na waszych oczach     |
| 2022 | „Warto mówić kocham”                           | - POL: 2x platynowa płyta | Na waszych oczach     |
| 2023 | „Którędy wyjść na ludzi?”                      | - POL: platynowa płyta    | Na waszych oczach     |
| 2023 | „Exit” (gościnnie: Gibbs)                      | - POL: 2x platynowa płyta | Na waszych oczach     |

Jako gościnny artysta
| Rok  | Tytuł                                                             | Certyfikat         | Album                   |
| ---- | ----------------------------------------------------------------- | ------------------ | ----------------------- |
| 2015 | „Nie powiem ci jak żyć” – Rest (gościnnie: Polska Wersja i Saful) | - POL: złota płyta | Wiara, nadzieja, miłość |
| 2017 | „Do przewidzenia” – Małach i Rufuz (gościnnie: Polska Wersja)     | - POL: złota płyta | Projekt Independent     |

## Teledyski
| Rok  | Tytuł                                                            | Reżyseria/Realizacja | Album                   | Źródło |
| ---- | ---------------------------------------------------------------- | -------------------- | ----------------------- | ------ |
| 2013 | „Licz na siebie”                                                 | –                    | Powrót do przeszłości   | [ 23 ] |
| 2013 | „Nie wiem, czy to świat zwariował”                               | Oxygen Studio        | Powrót do przeszłości   | [ 24 ] |
| 2014 | „W razie w” – Nizioł (gościnnie: Parol Syndykat, Polska Wersja)  | Tytuz                | Pretekst                | [ 25 ] |
| 2015 | „Nie chwal dnia...” – Małach (gościnnie: Polska Wersja)          | M.L. Filmz           | Tempo Mixtape           | [ 26 ] |
| 2015 | „Nie powiem ci jak żyć” – Rest (gościnnie: Polska Wersja, Saful) | M.L. Filmz           | Wiara, nadzieja, miłość | [ 27 ] |
| 2016 | „Kombinatoryka” (gościnnie: Ryfa Ri, DJ Spliff)                  | Oesvidyo             | Notabene                | [ 28 ] |
| 2016 | „To już nie to jest” (gościnnie: Kafar)                          | M.L. M.L. Filmz      | Notabene                | [ 29 ] |
| 2018 | „Klasyg” – Słoń (gościnnie: Polska Wersja)                       | MVPclips             | Mutylator               | [ 30 ] |